# 朱砂古镇站
朱砂古镇站，位于中华人民共和国贵州省铜仁市万山区，是吉玉铁路上的火车站，于2018年12月26日启用，由中国铁路成都局集团有限公司凯里车务段管辖。

## 歷史
- 2018年12月26日启用。

## 站房设计
该站新站房结合环保理念，采三段式结构，外观类似展翅的大鸟，寓意“经济腾飞，蓬勃向上”。

## 外部連結
- 中国铁路客户服务中心 （页面存档备份，存于）